# Валя-Ніковань
Валя-Ніковань, Валя-Ніковані (рум. Valea Nicovani) — село у повіті Прахова в Румунії. Входить до складу комуни Валя-Келугеряске.
Село розташоване на відстані 58 км на північ від Бухареста, 12 км на схід від Плоєшті, 89 км на південний схід від Брашова.

## Населення
За даними перепису населення 2002 року у селі проживали 655 осіб. Усі жителі села рідною мовою назвали румунську.
Національний склад населення села:
| Національність | Кількість осіб | Відсоток |
| -------------- | -------------- | -------- |
| румуни         | 644            | 98,3%    |
| цигани         | 11             | 1,7%     |